# Kasimir der Kuckuckskleber
Kasimir der Kuckuckskleber è un film pornografico tedesco del 1977 diretto da Hans Billian.
Fu il terzo ed ultimo lungometraggio porno interpretato dall'attrice austriaca Patricia Rhomberg, che nel 1978 ruppe con il fidanzato Billian, anche regista dei suoi film, e ritornò alla sua professione originale di assistente medico.

## Trama
Kasimir Zwickelhuber riscuote i debiti in un modo insolito: convincendo le casalinghe solitarie a mettere all'asta le proprie grazie femminili per i ricchi. Quando uno dei loro mariti lo scopre, la donna finisce per difendersi di fronte a un giudice (femmina) e si ritrova a essere volontariamente sostenuto in tribunale da tutte le sue vittime.